# Али-паша Јањински
Али-паша Јањински, познат и као Али-паша Тепеленски (алб. Ali Pashë Tepelena; 1740 — 24. јануар 1822), је паша који је владао у, никада званично признатом, Јањинском пашалуку који је обухватао Трикалски пашалук и град Јањину у Османском царству. Покушао је уз помоћ Русије и Француске да влада независно од султана. Године 1822. био је опседнут у Јањини и на веру ухваћен и погубљен.

## Биографија
Рођен је у селу Бечиште у близини Тепелена у Османском царству, данас на територији Албаније. Сматра се да је по националној припадности био Албанац, мада постоје контроверзе по овом питању јер се порекло његове породице везује за Анадолију и Турке. Његов отац Вали је био бег који је, док је Али био још увек дечак, изгубио свој политички статус а затим 1758. је био убијен. После погибије свог мужа, Алијева мајка Ханка формира банду одметника којој Али убрзо постаје вођа. У описима његовог физичког изгледа наведено је да је био плавокос и плавоок, релативно ниског раста. Са својим одметницима је помагао паши са острва Еубеја да угуши устанак у Скадру. Али се 1768. године оженио ћерком паше који је управљао Делвинским санџаком и постао његов савезник. Али се затим ставља под команду Румелијског паше и због заслуга у рату са Аустријом додељен му је на управљање Трикалски пашалук 1787. године. Преузео је контролу над Јањином 1788. године која је наредне 33 године била седиште територије којом је управљао, а коју је касније проширио на већи део Албаније, западну Грчку и Пелопонез.

## Владавина Али-паше
Али-паша је владао на полунезавистан начин у односу на централну власт Османског царства. На прагматичан начин је склапао савез са сваким ко би му омогућио превласт на територији којом је владао. Склопио је савез са Наполеоном I Бонапартом који је прекршио тиме што је склопио савез са Уједињеним Краљевством 1807. године када је после потписивања Тилзитског мира Наполеон изразио намеру да расформира Османско царство. Овај савез је склопљен уз одобрење Порте.
Лорд Бајрон је 1809. године посетио Али-пашин двор у Јањини. Очигледно је да је имао помешана осећања у вези Али-пашине владавине. Са једне стране је био импресиониран богатством Јањине али са друге стране је био ужаснут Алијевом окрутношћу.

### Исламизација Епира под утицајем Али-паше
Док је Али-паша владао Епиром становници читавих насеља су били исламизовани и превођени из хришћанства у исламску веру. Због тога постоје случајеви да појединци и даље имају хришћанска имена или је у одређеним случајевима женама у исламизованим породицама дозвољено да задрже хришћанску веру. У оним деловима Епира у којима су Грци били у већини, становници су задржали уз свој матерњи језик и хришћанску религију.

## Али-пашини злочини
Али-паша је био озлоглашен у читавом региону због своје окрутности која је описана у народним песмама и фолклору.
Гардик (алб. Gardhiq) је село које је некада постојало у близини Ђирокастра. Хормова је насеље између Ђирокастра и Тепелена које и данас постоји. Постоје наводи о томе да је група становника ова два села заточила Алијеву мајку и сестру и сваке ноћи организовали њихово силовање. Четрдесет година после овог догађаја је Али-паша убио 739 мушких потомака поменуте групе становника ова два села.
У нападу на Москопоље 1788. године војска под командом Али-паше је потпуно уништила ово престоницу цинцара у којој је живело око 60.000 становника. Москопоље је током 18. века више пута било на мети напада албанских одметника кесеџија, али је највеће пресудно уништење насеља и протеривање становника спроведено тек нападом Али-паше 1788. године.
Али-паша је са својим војницима и плаћеницима угушио устанак у независном градићу Сули. Овај град је имао 11 села у то време и око 13.000 становника који су сви (укључујући и жене и децу) активно учествовали у одбрани града. Становници Сулија су успевали да се одупру нападима Али-пашиних војника и плаћеника током петнаест година и због свог херојског отпора су постали један од најславнијих примера Грчке борбе за независност. Да би избегли заробљавање и одвођење у робље, жене и деца су, током продора Али-пашиних одреда у Сули, скоковима са стена у реку Ахеронт вршили масовно самоубиство.
Пре него што је Али-паша освојио Јањину као и на самом почетку читав Епир је био превасходно насељен хришћанима у чијем власништву је било земљиште које су обрађивали. Али-паша је њихово земљиште отео, због чега су они присиљени на исељавање, примењујући један од три начина: силу, подмићивање и номинално обештећење. После Али-пашине смрти отето земљиште је припало пашалуку и никада није враћено својим пријашњим власницима.
Кампоформијским миром је Превеза додељена Француској. Али-паша је вратио Превезу у посед Османског царства 1798. године. Град су браниле и француска војска и локални Грци. Када је освојио град, Али-паша је организовао масакр локалног грчког становништва у знак одмазде због подршке Француској војсци у одбрани града.
Једног од бораца за независност Грчке, клефта Кацантониса су заробили Али-пашини војници и мучили га тако што су му јавно на градском тргу ломили кости чекићем.
Насумично одабране младе Гркиње из Јањине су без доказа оптужене и осуђене за прељубу, везане у вреће и удављене у језеру Памвотида, познатом и као Јањинско језеро.

## Али-пашина смрт
Али-паша је 1820. године наредио да се убије његов политички противник у Истанбулу. Султан Махмуд II, који је желео да учврсти моћ Порте, је искористио овај чин да нареди свргавање Али-паше. Али је одбио да изврши налог Порте и повуче се са функције, па је султан послао војску да га присили на повлачење са положаја. Да би се одбранио, Али склапа савез са Грцима, клефтима и Сулиотима као и са вођом становника места Сули, Маркосом Боцарисом. Војска Али-паше, која се заједно са око 20.000 грчких добровољаца две године борила против војске Османског царства, је практично учествовала у отвореној побуни против Османског царства са израженим елементом борбе за независност Грчке.
Агенти Османског царства су успели да 1822. године убију Али-пашу док је боравио у манастиру Светог Пантелејмона на обали језера Памвотида. Убијен је тако што је упуцан мецима кроз под просторије у којој је боравио. Рупе које су направили меци који су убили Али-пашу су данас популарна туристичка атракција у манастиру. Убијеном Али-паши је одрубљена глава и однета султану у Истанбул.
Сахрањен је са свим почастима у маузолеју поред једне од две главне џамије у Јањини. У манастиру Светог Пантелејмона постоји музеј посвећен Али-паши у којем су изложени лични предмети које је користио.